# مدرسة أبوت الابتدائية
مدرسة أبوت الإبتدائية (بالإنجليزية: Abbott Elementary) هو مسلسل كوميدي أمريكي من بطولة كينتا برونسون، تايلر جيمس ويليامز وليزا آن والتر، صدر الموسم الأول من المسلسل في 7 ديسمبر 2021 على أيه بي سي. تدور أحداث المسلسل حول التحديات التي يواجهها المعلمون في مدرسة ابتدائية عامة تعاني من نقص التمويل وسوء الإدارة، ولكنهم يظلون ملتزمين بمساعدة طلابهم على النجاح. فاز المسلسل بثلاث جوائز غولدن غلوب في عام 2023، بما في ذلك جائزة أفضل مسلسل تلفزيوني كوميدي.

## روابط خارجية
- مدرسة أبوت الإبتدائية على موقع IMDb (الإنجليزية)
- مدرسة أبوت الإبتدائية على موقع روتن توميتوز (الإنجليزية)
- مدرسة أبوت الإبتدائية على موقع كينوبويسك (الروسية)
- مدرسة أبوت الإبتدائية على موقع ألو سيني (الفرنسية)
- مدرسة أبوت الإبتدائية على موقع قاعدة بيانات الفيلم (الإنجليزية)